# مستشفى 30 يونيو
مستشفي 30 يونيو هي أول مستشفى على محور 30 يونيو، بورسعيد، بورسعيد، مصر.

## الوصف
التكلفة الإنشائية للمستشفى بلغت أكثر من 200 مليون جنيه، ومساحته الكلية تبلغ 6100 متر مربع، ويتكون من 3 أدوار، ويضم المستشفى أقسام (الاستقبال والطوارئ، العيادات الخارجية بمختلف التخصصات، أجنحة وغرف الإقامة الداخلية للمرضى بسعة 46 سريرا، جناح العمليات بسعة 3 غرف عمليات وغرفتي إفاقة تحتويان 6 أسِرة بالإضافة إلى غرفة تخدير، جناح الغسيل الكُلوي، جناح العلاج الطبيعي، 3 غرف عنايات مركزة، حضانات، المعمل، التعقيم، الأشعة، 2 حجرة عزل، 2 صيدلية، سكن الأطباء والتمريض).
تتكون من 3 أدوار:
- الدور الأرضى مساحته 2650 مترا مربعا، ويضم: جناح العلاج الطبيعي، المعمل، الطوارئ، التعقيم، المشرحة، الأشعة، المطبخ، المغسلة، وغرفة الغازات.
- تبلغ مساحة الدور الأول 2237 متر مربع ويضم: 10 غرف إقامة للمرضى بها 20 سريرا، وجناح غسيل كلوى و2 عناية مركزة، وحجرة عزل، كما يضم الدور حضانات، عيادات أسنان، 11 عيادة مختلفة التخصصات، صيدليتين، وجناح الإدارة.[3]
- تبلغ مساحة الدور الثانى 2237 متر مربع ويضم: جناح العمليات المكون من 3 غرف عمليات وغرفتين إفاقة بها 6 أسرة وغرفة تخدير بها سريرين وغرفة ما قبل الولادة وغرفتين للولادة الطبيعية، كما يضم الدور جناح العناية المركزة المكون من 7 أسرة وحجرة عزل، وجناح إقامة المرضى وبها 13 غرفة تضم 26 سريرا، وجناح إقامة الأطباء وسكن للتمريض.[4]